# Tjadden i kvadrat
Tjadden i kvadrat är en TV-serie som sändes i Sveriges Television 1974. Serien innehöll en blandning av sketcher och sånger hämtade ur Tjadden Hällströms revyer. Här förekom bl.a. den välkända figuren Ludolf, han som inte kunde uttala bokstaven R.
Förutom Tjadden själv medverkade bland annat Hasse Burman, Bernt Dahlbäck och Mille Schmidt.